# LET IT ROLL
LET IT ROLL(レット・イット・ロール)は、STANCE PUNKSの2ndアルバム。2004年7月7日発売。

## 特徴
- オリコンチャート初登場31位、オリコンインディーズチャート1位。

## 収録曲
1. SOS
作詞・作曲：TSURU
2. 19roll
作詞・作曲：TSURU
2004年6月に発売された4thシングル。
3. 最低最高999
作詞・作曲：TSURU
2003年6月に発売された2ndシングル。
4. エブエブリデイ 
作詞・作曲：TSURU
5. 絶望ニュージェネレーション
作詞・作曲：川崎テツシ
2004年5月に発売された3rdシングル。
6. 12＆34
作詞・作曲：TSURU
7. 午前五時のエレベーター
作詞・作曲：川崎テツシ
8. 路地裏の大泥棒
作詞・作曲：TSURU
9. 再生
作詞・作曲：川崎テツシ
10. 悪夢の日曜日
作詞・作曲：川崎テツシ
11. ロストボーイズ★マーチ 
作詞・作曲：TSURU
2004年5月に発売された3rdシングル。
12. ガレージのなまけもの
作詞・作曲：TSURU